# Mino (isola)
L'isola di Mino (in persiano: مینو) si trova sul fiume Arvand (Shatt al-'Arab in arabo) vicino alla città di Abadan. Appartiene all'Iran, provincia del Khūzestān, shahrestān di Khorramshahr, circoscrizione di Mino.